# Julius August Döpfner
Julius August Döpfner, nemški rimskokatoliški duhovnik, škof in kardinal, * 26. avgust 1913, Hausen, † 24. julij 1976.

## Življenjepis
29. oktobra 1939 je prejel duhovniško posvečenje.
11. avgusta 1948 je bil imenovan za škofa Würzburga in 14. oktobra istega leta je prejel škofovsko posvečenje.
15. januarja 1957 je bil imenovan za škofa Berlina; škofovsko ustoličenje je potekalo 25. marca istega leta.
15. decembra 1958 je bil povzignjen v kardinala in imenovan za kardinal-duhovnika S. Maria della Scala.
3. julija 1961 je bil imenovan za nadškofa Münchna in Freisinga; ustoličen je bil 30. septembra 1961.